# USS Mesa Verde (LPD-19)
USS Mesa Verde (LPD-19) - Десантний транспортний корабель-док, третій корабель типу "Сан-Антоніо" ВМС США. призначений для перекидання до 800 морських піхотинців і висадки їх на берег. Назву отримав на честь Національного парку Mesa Verde, розташованого в штаті Колорадо.

## Будівництво
Контракт на будівництво від 29 лютого 2000 був укладений з Northrop Grumman Ship Systems зі штаб-квартирою в Паскагула, Міссісіпі, США. Закладка кіля відбулася 25 лютого 2003 року. Спущений на воду 19 листопада 2004 року. Церемонія хрещення відбулася 15 січня 2005 року. Хрещеною матір'ю стала Лінда Кемпбелл , дружина колишнього сенатора Бена Найтхорс Кемпбелла. Введено в експлуатацію 15 грудня 2007 року в Панама-Сіті, штат Флорида.

## Служба

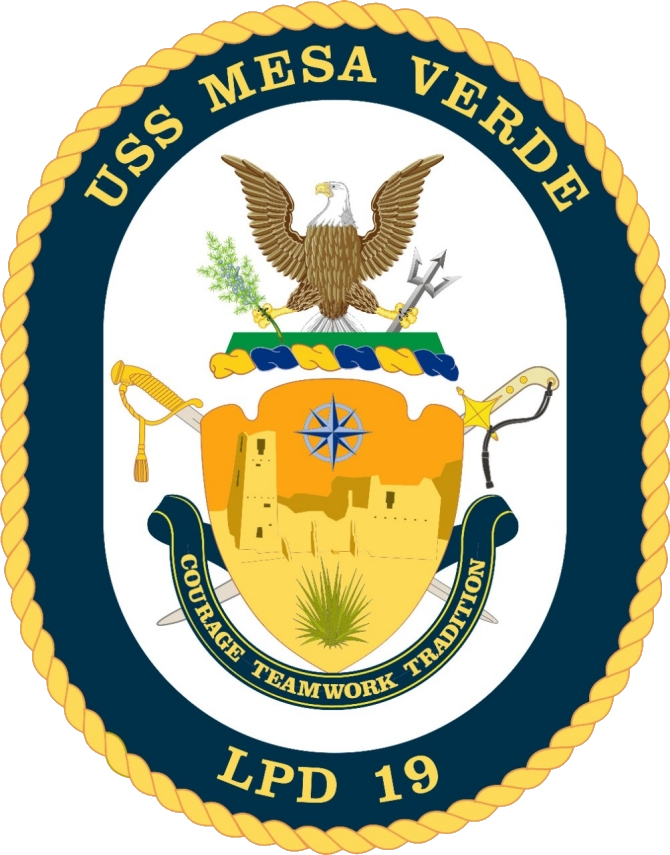
Емблема корабля

У квітні 2009 року  взяв участь у навчанні UNITAS, у вересні у навчанні PANAMAX.
На початку 2010 року корабель повинен був рухатися до Перської затоки як частина бойової групи навколо корабля USS Nassau (LHA-4). Однак після сильного землетрусу на Гаїті група була ненадовго відправлена на узбережжя постраждалого регіону для надання допомоги постраждалим людям.
У березні 2011 року  входив до бойової групи, що очолював USS Bataan (LHD-5), яка була передислокована до Середземного моря в рамках операції «Одісея. Світанок».
10 лютого 2013 року вперше було запущено розвідувальний безпілотник RQ-21A, також відомий як Integrator, з палуби корабля. Випробування пройшли в Мексиканській затоці.
16 червня 2014 року ввійшов до Перської затоки і приєднався до авіаносця USS «George H.W. Bush »(CVN 77), який в супроводі ракетного крейсера USS « Philippine Sea »(CG-58) і ракетного есмінця USS« Truxtun »(DDG-103), був направлений в Перську затоку 14 червня 2014 року. 31 жовтня повернувся в порт приписки Норфолк, завершив майже дев'ятимісячне розгортання. 22 грудня корабельня Норфолка отримала контракт вартістю 39,8 млн доларів США на проведення ремонту.

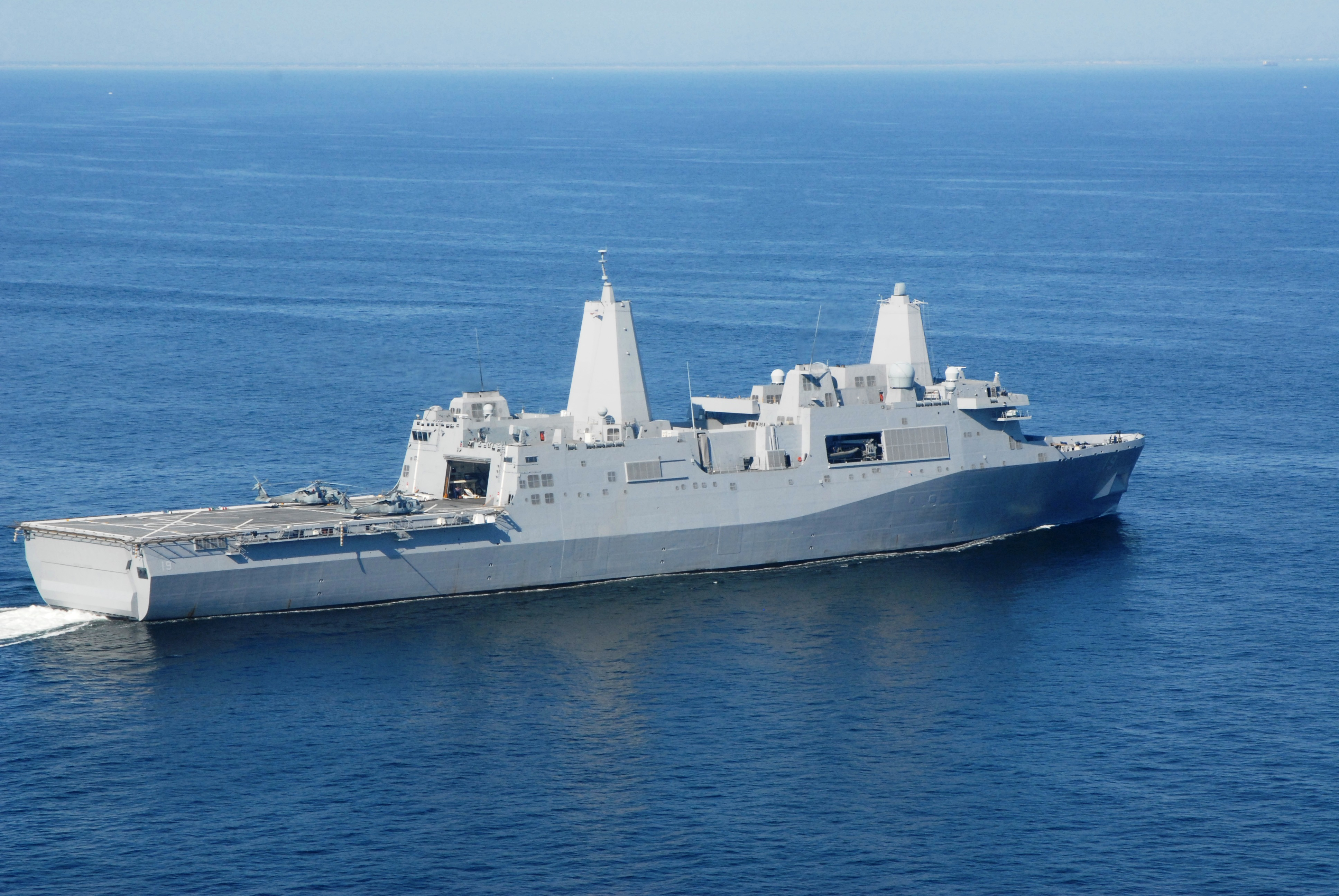
В атлантичному океані, 2009 рік

12 січня 2015 прибув на верф в Норфолку для проведення 11-місячного ремонту.
16 лютого 2016 року повернувся до порт приписки на військово-морську базу в Норфолк. Протягом року брав участь в підготовці до майбутнього розгортання.
25 лютого 2017 року залишив порт приписки Норфолк для запланованого розгортання на Близькому Сході. 16 березня прибув із запланованим візитом в порт Хайфа, Ізраїль.